# Claudinei da Silva
Claudinei Quirino da Silva (Lençóis Paulista, 19 novembre 1970) è un ex velocista ed ex bobbista brasiliano, vincitore di due medaglie sui 200 metri piani ai Campionati del mondo di atletica leggera.
È detentore del record brasiliano assoluto sui 200 metri piani con il tempo di 19"89, tempo nel 1999 a Monaco di Baviera.

## Biografia
Dopo i successi nell'atletica leggera si è dato al bob, partecipando in questa disciplina ai Giochi olimpici invernali di Torino 2006, dove si classificò al venticinquesimo posto nel bob a quattro, in quella che fu l'unica gara della sua carriera bobbistica.

## Record nazionali
- 200 metri piani: 19"89 ( Monaco di Baviera, 11 settembre 1999) - attuale detentore

## Palmarès
| Anno | Manifestazione      | Sede     | Evento      | Risultato | Prestazione | Note                          |
| ---- | ------------------- | -------- | ----------- | --------- | ----------- | ----------------------------- |
| 1997 | Mondiali            | Atene    | 200 m piani | Bronzo    | 20"26       |                               |
| 1999 | Giochi panamericani | Winnipeg | 200 m piani | Oro       | 20"65       | Record dei campionati         |
| 1999 | Mondiali            | Siviglia | 200 m piani | Argento   | 20"00       | Miglior prestazione personale |
| 1999 | Mondiali            | Siviglia | 4×100 m     | Bronzo    | 38"05       | Record sudamericano           |
| 2000 | Giochi olimpici     | Sydney   | 200 m piani | 6º        | 20"28       |                               |
| 2000 | Giochi olimpici     | Sydney   | 4×100 m     | Argento   | 37"90       |                               |